# داویت سالدادزه
داویت سالدادزه (به گرجی: დავით სალდაძე) (به اوکراینی: Давид Салдадзе) (زادهٔ ۱۵ فوریهٔ ۱۹۷۸) کشتی‌گیر بازنشستهٔ گرجی‌تبار است که برای کشورهای اوکراین و ازبکستان در دسته‌های سنگین‌وزن و فوق سنگین‌وزن کشتی فرنگی فعالیت می‌کرد. او مدال نقرهٔ المپیک ۲۰۰۰ سیدنی، یک مدال برنز مسابقات قهرمانی کشتی جهان (۱۹۹۸) و دو مدال برنز (۲۰۰۲، ۲۰۰۳) از مسابقات قهرمانی کشتی اروپا را برای اوکراین کسب کرد. سالدادزه همچنین برندهٔ یک مدال مدال برنز بازی‌های آسیایی (۲۰۱۰) و نیز یک برنز مسابقات قهرمانی کشتی آسیا (۲۰۰۸) برای ازبکستان است.